# ISO 50001
Die ISO 50001 ist eine internationale Norm, die Organisationen und Unternehmen beim Aufbau eines systematischen Energiemanagements unterstützen soll; sie kann auch zum Nachweis eines mit der Norm übereinstimmenden Energiemanagementsystems durch eine Zertifizierung dienen. Sie wurde im Juni 2011 von der Internationalen Organisation für Normung (ISO) veröffentlicht. In Deutschland wurde am 24. April 2012 die DIN EN 16001 zurückgezogen und durch die im Dezember 2011 als DIN EN ISO 50001 veröffentlichte Norm ersetzt.
Die Einführung eines Energiemanagementsystems ist für alle Unternehmen mit einem Endenergieverbrauch über 7,5 GWh ab dem 1. Januar 2024 verpflichtend. Grundlage ist das Energieeffizienzgesetz (EnEfG). Die Einführung muss spätestens 20 Monate nach Inkrafttreten des EnEfG erfolgen. Für alle anderen Unternehmen ist die Einführung freiwillig.
Ein systematisches Energiemanagement beruht auf einer Erfassung der Energieflüsse in einem Unternehmen (Energiequellen, Energieeinsatz, Energieverbraucher) und einer Bewertung des Standes der Energieeffizienz insbesondere der für den gesamten Energieverbrauch bedeutsamen Anlagen/Einrichtungen und Prozesse/Tätigkeiten. Diese Erfassung ist die Grundlage für die Umsetzung sowohl technischer Maßnahmen zur Verbesserung der Energieeffizienz als auch von strategischen und organisatorischen Managementansätzen. Organisatorische und technische Maßnahmen sollen dazu führen, die energiebezogene Leistung systematisch und längerfristig zu verbessern. Grundsätzlich ist die Einführung eines Energiemanagementsystems für alle Organisationen unabhängig von der Größe und Branche sinnvoll, sofern diese mehr als nur geringe Mengen von Energie verbrauchen.

## Ziel der Norm
Das wesentliche Ziel der Norm ist es, Organisationen dabei zu unterstützen, ihre energiebezogene Leistung (z. B. ihre Energieeffizienz) durch den Aufbau von dazu notwendigen Systemen und Prozessen zu verbessern. Dadurch sollen ungenutzte Energieeffizienzpotenziale erschlossen, Energiekosten verringert und der Ausstoß von Treibhausgasen (beispielsweise von CO2-Emissionen) sowie andere Umweltauswirkungen von Energieverbräuchen reduziert werden, womit das Energiemanagementsystem auch einen wesentlichen Beitrag zum Umwelt- und Klimaschutz leistet. Die Norm trägt außerdem dazu bei, dass Deutschland das Ziel, seinen Primärenergieverbrauch bis 2020 um 20 % und bis 2050 um 50 % gegenüber 2008 zu senken, erreichen kann.
Dazu werden die Organisationen angeleitet, eine Energiepolitik als strategische Vorgabe zu entwickeln, diese in operative Energieziele zu übersetzen und mit Aktionsplänen für die Zielerreichung zu sorgen. Auf Unternehmensebene ließe sich der Energiebedarf mit Hilfe eines konsequenten Energiemanagements um 20 % oder mehr reduzieren. Vorgaben für die Bestandsaufnahmen (energetische Bewertung) und die Einführung und Umsetzung sowie die regelmäßige Überprüfung sollen dabei helfen, die selbst gesteckten Ziele und Vorgaben auch zu erreichen. Die Einhaltung der Anforderung kann gegenüber Dritten (etwa der Öffentlichkeit oder im Fall von Steuerentlastungen den Zollämtern) durch eine Zertifizierung nachgewiesen werden. Unternehmen mit hohem Energieverbrauch können zudem ihre eigenen Stromkosten nach der Ausgleichsregelung des § 64 EEG reduzieren.
Die Mitarbeiter und speziell die Führungsebene sollen durch das von der Norm vorgegebene Vorgehen für ein gradliniges und langfristiges Energiemanagement sensibilisiert werden. Auf diesem Weg sollen Einsparpotenziale ausgeschöpft und daraus Wettbewerbsvorteile sowie ein Imagegewinn für die Organisation geschaffen werden.

## Struktur
Die Struktur der ISO 50001 entspricht dem Aufbau anderer ISO-Managementsystemnormen, etwa der ISO 9001 (Qualitätsmanagementsysteme) und ISO 14001 (Umweltmanagementsysteme). Da alle drei Managementsysteme auf der Harmonized Structure (vormals High Level Structure) und damit dem PDCA-Zyklus basieren, kann die Norm ISO 50001 mit einigen spezifischen Ergänzungen problemlos in diese Managementsysteme integriert werden, die auf diesen anderen Managementnormen basieren.
Abschnitte 1 bis 3 der Norm stellen Anwendungsbereich, Verweise auf andere Normen (die es nicht gibt) und Begriffe dar; die eigentlichen Anforderungen an ein Energiemanagementsystem sind in den Abschnitt 4 bis 10 dargestellt:
- Kap.4: Kontext der Organisation (Verstehen der Organisation und ihres Kontextes; Verstehen der Erfordernisse und Erwartungen interessierter Parteien; Festlegen des Anwendungsbereichs des EnMS; EnMS-Prozesse)
- Kap.5: Führung (Führung und Verpflichtung; Energiepolitik; Rollen, Verantwortlichkeiten und Befugnisse in der Organisation)
- Kap.6: Planung (Maßnahmen zum Umgang mit Risiken und Chancen; Ziele, Energieziele und Planung zu deren Erreichung; Energetische Bewertung;  Energieleistungskennzahlen; Energetische Ausgangsbasis; Planung der energiebezogenen Datensammlung)
- Kap.7: Unterstützung (Ressourcen; Kompetenz; Bewusstsein; Kommunikation; Dokumentierte Information)
- Kap.8: Betrieb (Betriebliche Planung und Steuerung; Auslegung; Beschaffung)
- Kap.9: Bewertung der Leistung (Überwachung, Messung, Analyse und Bewertung; Internes Audit; Managementbewertung)
- Kap.10: Verbesserung (Nichtkonformität und Korrekturmaßnahmen; Fortlaufende Verbesserung)

## Vorgehensweise
Die ISO 50001 legt einen Schwerpunkt auf einen fortlaufenden Verbesserungsprozess als Mittel zum Erreichen der jeweils definierten Zielsetzung in Bezug auf die energiebezogene Leistung einer Organisation (Unternehmen, Dienstleister, Behörde etc.). Der kontinuierliche Verbesserungsprozess beruht auf der Methode Planung-Umsetzung-Überprüfung-Verbesserung (Plan-Do-Check-Act, PDCA):
- Planung (Kap. 4, 5 und 6):

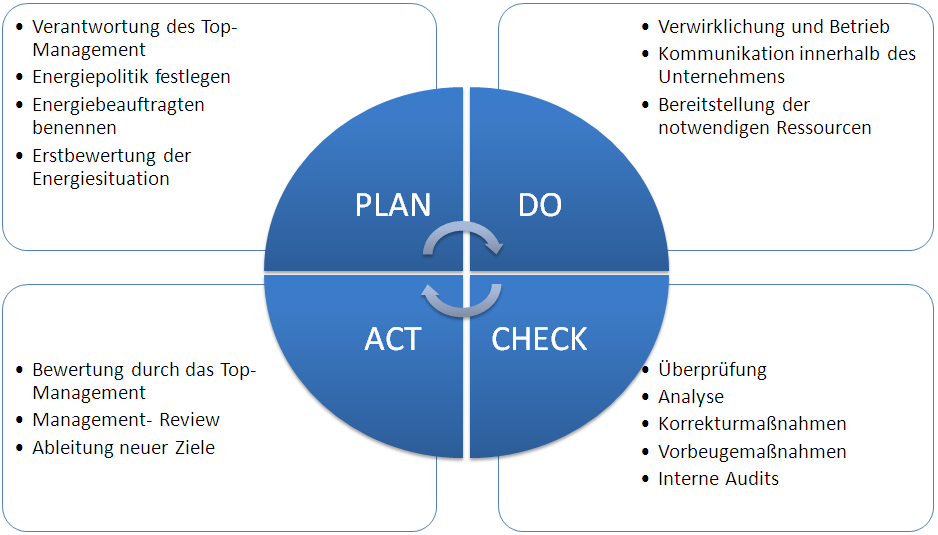
Die 4 Phasen des PDCA-Zirkels

Die Gesamtverantwortung für das eingeführte Energiemanagementsystem muss bei dem Top-Management angesiedelt sein. Es sollte ein Energie-Beauftragter bzw. ein Energieteam benannt und die angestrebte Energiepolitik formuliert werden. Dies erfolgt in Form einer schriftlichen Erklärung, in welcher die Absicht und Zielrichtung der Energiepolitik festgehalten wird. Die Energiepolitik muss innerhalb des Unternehmens kommuniziert werden. Das Energieteam stellt hierbei das Bindeglied zwischen Management und Mitarbeitern dar.
In dieser Phase erfolgt zudem eine Erstbewertung der Energiesituation des Unternehmens, bei welcher die Ermittlung der eingesetzten Energieträger, der Energienutzung und die Energiekosten im Mittelpunkt stehen.
Zur Umsetzung der ISO 50001 müssen die aktuellen Gesetze, Regelungen und Verordnungen, wie z. B. die Energieeinsparverordnung (EnEV) oder das Erneuerbare-Energien-Gesetz (EEG) beachtet und eingehalten werden. Die Bundesregierung hat ihre Ziele zur Steigerung der Energieeffizienz durch ihr Gesetz über Energiedienstleistungen und andere Energieeffizienzmaßnahmen (EDL-G) und den Nationalen Energieeffizienz-Allokationsplan (NEEAP) festgelegt. Zur Erreichung dieser Ziele stehen mittelständischen Unternehmen mehrere Förderungsprogramme zur Verfügung. Dazu gehört z. B. die Energieeffizienzberatung für KMU (KfW) oder diverse Förderungsprogramme des Forschungszentrums Jülich.
- Umsetzung (Kap. 7+8):

Die genannten Ziele und Prozesse werden nun eingeführt und umgesetzt. Ressourcen werden zur Verfügung gestellt und Verantwortlichkeiten bestimmt. Es erfolgen die Verwirklichung sowie der Betrieb des Energiemanagementsystems.
- Überprüfung (Kap. 9):

Ein Energiemanagementsystem fordert ein Verfahren zur Einhaltung und Bewertung der energierelevanten Vorschriften. Dies erfolgt in der Form von internen Audits. Die Prozesse werden hinsichtlich der rechtlichen und anderen Anforderungen (Kundenvorgaben, interne Richtlinien) sowie Zielen des Energiemanagements der Organisation überwacht. Es erfolgt ein systematisches Controlling. Die Ergebnisse sind zu dokumentieren und dem Top-Management zu berichten.
- Verbesserung (Kap. 10):

Auf Basis der internen Audits erfolgt eine schriftliche Bewertung durch das Top-Management. Es handelt sich hierbei um das Management-Review. Die Ergebnisse werden hinsichtlich ihrer Erfüllungsgrades bewertet. Falls notwendig, werden Korrektur- oder Vorbeugemaßnahmen eingeleitet. Energierelevante Prozesse werden strategisch optimiert und neue Ziele werden abgeleitet.

## Entwicklung
Die Norm wurde von der amerikanischen Stelle zur Normung industrieller Verfahrensweisen zusammen mit seinem brasilianischen Partner ABNT seit 2008 entwickelt. Unterstützt wurden sie von Experten aus über 40 Staaten. Dank der engen Zusammenarbeit mit den europäischen ISO-Mitgliedsstaaten konnte man viele Themen und Inhalte aus der vorangegangenen Norm EN 16001 übernehmen und in die neue Norm ISO 50001 eingliedern.

## Zertifizierung
Die Zertifizierung erfolgt durch akkreditierte Zertifizierungsorganisationen. Die Zertifizierung hat den Vorteil, dass die Organisation Gewissheit über die Funktionalität und Effizienz des implementierten Energiemanagementsystems bekommt. Zudem hilft sie die Außendarstellung zu verbessern, indem man sich zu umweltorientierten Handeln bekennt und energiebezogenes Engagement demonstriert.
Für besonders energieintensive Unternehmen ist eine Zertifizierung nach DIN EN ISO 50001 eine der (neben einer EMAS-Registrierung) möglichen Voraussetzungen für eine Reduzierung der EEG-Umlage. Das sind Unternehmen, die einen Stromkostenanteil von mindestens 14 % der Bruttowertschöpfung und einen Stromverbrauch von mindestens 1 Gigawattstunde pro Jahr haben.
Auch für den Spitzenausgleich nach Strom- und Energiesteuergesetz ist ab Antragsjahr 2013 der Nachweis des Beginns der Einführung eines Energiemanagementsystems nach EN ISO 50001 oder eines Umweltmanagementsystems nach EMAS-VO Voraussetzung. Für kleine und mittlere Unternehmen entsprechend der KMU-Definition der EU ist auch ein Energieaudit nach der Norm EN 16247 oder das Einführen eines „Alternativen Systems zur Verbesserung der Energieeffizienz“ nach Anlage 2 der Spitzenausgleichs-Effizienzordnung (SpaEfV) ausreichend. (Im Gegensatz zur EN ISO 50001, die nicht nur eine Erfassung des Einsparpotenzials, sondern darauf basierend auch die Realisierung messbarer Verbesserungen der Energieeffizienz fordert, ist die Realisierung der gefundenen Verbesserungsmöglichkeiten nach einem Energieaudit oder dem „Alternativen System“ allerdings ganz den Unternehmen überlassen). Ab dem Antragsjahr 2015 ist (nicht für KMU) der Nachweis einer Zertifizierung nach ISO 50001 (oder einer EMAS-Eintragung) gefordert.

## Internationale Verbreitung
Die ISO führt jedes Jahr eine Umfrage (Survey) über die Verbreitung der einzelnen, existierenden Normen durch und veröffentlicht die Ergebnisse auf ihrer Homepage. Aus dieser Datenerhebung geht hervor, dass die ISO 50001 allein in deutschen Unternehmen Anklang findet. Im Jahr 2017 ließen sich 8.314 Betriebe zertifizieren. In Volkswirtschaften ähnlicher Größe fanden sich weniger Interessenten (Frankreich: 938; Japan: 35). Großbritannien und Frankreich folgen Deutschland in der Rangfolge der Staaten deren Unternehmen die meisten ISO-50001-Zertifizierungen vorweisen können (Großbritannien: 3078; Frankreich: 938).

## Geschichte
| Jahr | Beschreibung           |
| ---- | ---------------------- |
| 2011 | ISO 50001 (1. Ausgabe) |
| 2018 | ISO 50001 (2. Ausgabe) |